# (32997) 1997 CG3
1997 CG3 (asteroide 32997) é um asteroide da cintura principal. Possui uma excentricidade de 0.07348520 e uma inclinação de 3.61542º.
Este asteroide foi descoberto no dia 3 de fevereiro de 1997 por NEAT em Haleakala.